# العيثمة
العيثمة مركز يقع في أقصى جنوب منطقة حائل بالسعودية، حيث أنها تعتبر البوابة الجنوبية لمنطقة حائل بتمركزها في رأس المثلث الذي يجمع منطقة حائل ومنطقة المدينة المنورة ومنطقة القصيم وهي موطن قبيله ذوي خّزي من مخلف من زبيد من حرب.

## التاريخ
مركز العيثمة من مراكز منطقة حائل وقد قام الشيخ بطحي بن صندل يرحمه لله بطلبها من الأمير عبد العزيز بن مساعد أمير حائل في ذلك الوقت وقد أعطيت له بموجب وثيقة عطا من بن مساعد وتشمل هذه الوثيقة حدود العيثمة وهي من الشمال جبال العلم ومن الجنوب أصفر الطريق ومن الشرق حدود النقرة ومن الغرب شفا ودية بطول 50 كيلومتر في عرض 35 كيلو متروتقع العيثمة في عالية نجد على طريق القصيم المدينة المنورة القديم وتعتبر العيثمة الحد الجنوبي لمنطقة حائل حيث لايوجد قرى تابعة لمنطقة حائل بعد العيثمة جنوبا وتبعد العيثمة عن حائل حوالي 270 كلم وعن المدينة المنورة حوالي 220 كيلومتر وعن القصيم بريدة 300 كلم ويقول العبودي في كتابه معجم بلدان القصيم (العيثمة هضبه في عالية نجد والظاهر إنها عيهم القديم ويشهد بذلك وجود برقة في عاليها ) كما ذكرها ياقوت الحموي في معجمه وقال ( العيثمة شرق المدينة بحوالي عشرين فرسخا وتنتشر بها الآبار وأرضها أرض صيد ومرعى )

## السكان
يبلغ عدد سكان مركز العيثمة 5000 نسمة وسكانها هم ذوي خزي من مخلف من زبيد من حرب.

## الموقع الجغرافي
تقع جنوب شرق منطقة حائل وتبعد عنها 270 كم وعن مدينة الحناكية 110 كم وعن محافظة عقلة الصقور 90 كم

## المناخ
المناخ قاري صحراوي حار جاف صيفًا بارد مُمطر شتاء وتبلغ درجة الحرارة صيفًا 45°م وفي الشتاء تصل 3- مادون الصفر ومتوسط سقوط المطر